# Liste der Generalprioren des Augustinerordens
Dieser Artikel listet chronologisch die augustinischen Generalsuperioren auf, die im Augustinerorden Generalprioren genannt werden.
- Matthäus (1250–1252)
- Adiutus de Garfagnana (1252–1256)
- Philippus de Parrana (1256–1256)
- Lanfrancus de Milano (1256–1264)
- Guido de Staggia (1265–1271)
- Clemens de Osimo (1271–1274)
- Franciscus de Reggio (1274–1284)
- Clemens de Osimo (1284–1291)
- Aegidius Romanus (1292–1295)
- Simon de Pistoia (1295–1298)
- Augustinus de Tarano (1298–1300)
- Franciscus de Monterubbiano (1300–1307)
- Iacobus de Orte (1308–1311)
- Alessandro da Sant’Elpidio (1312–1326)
- Guillelmus de Cremona (1326–1342)
- Dionysius de Modena (1343–1344)
- Thomas von Straßburg (1345–1357)
- Gregorius de Rimini (1357–1358)
- Matthaeus de Ascoli (1359–1367)
- Hugolinus de Orvieto (1368–1371)
- Guido de Belregardo (1371–1377)
- Bonaventura Badoardo de Peraga (17. Mai 1377 – 18. September 1378)
- Bartholomaeus de Venezia (1385–1400)
- Nicolaus de Cascia (1400–1409)
- Hieronymus de Pistoia (1410–1419)
- Agostino de Favaroni (1419–1431)
- Gerardus de Rimini (1434–1443)
- Iulianus de Salem (1443–1459)
- Alessandro Oliva (13. Mai 1459 – 5. März 1460)
- Guillelmus Becchi de Firenze (1460–1470)
- Iacobus de L’Aquila (1470–1476)
- Ambrosius Massari de Cori (1476–1485)
- Anselmus de Montefalco (1486–1496)
- Marianus de Genazzano (1497–1498)
- Gratianus Ventura de Foligno (1501–1504)
- Augustinus de Terni (1505–1506)
- Aegidius de Viterbo (1507–1518)
- Gabriel de Venezia (1519–1537)
- Ioannes Antonius de Chieti (1538–1538)
- Hieronymus Seripando (1539–1551)
- Christophorus de Padova (1551–1569)
- Thaddaeus de Perugia (1570–1581)
- Franciscus de Recanati (1581–1581)
- Spiritus de Vicenza (1582–1586)
- Gregorio Petrocchini (1587–1591)
- Gregorius de Montelparo (1587–1591)
- Andrea Securani de Fivizzano (1592–1598)
- Alexander Mancini (1598–1600)
- Hippolytus Fabriani de Ravenna (1602–1607)
- Ioannes Baptista de Aste (1608–1614)
- Nicolaus Giovannetti de S. Angelo (1614–1620)
- Fulgentius Gallucci de Montegiorgio (1620–1624)
- Hieronymus de Ghettis de Roma (1625–1630)
- Hieronymus Rigoli de Tarquinia (1630–1636)
- Hippolytus Monti de Finale (1636–1645)
- Fulgentius Petrelli de Sigillo (1645–1648)
- Phillippus Visconti de Milano (1649–1655)
- Paulus Luchini de Pesaro (1655–1661)
- Petrus Lanfranconi de Ancona (1661–1667)
- Hieronymus Valvassori de Milano (1667–1673)
- Nicolaus Oliva de Siena (1673–1677)
- Dominicus Valvassori de Milano (1679–1685)
- Antonius Pacini de Ravenna (1693–1699)
- Nicolaus Serani de L’Aquila (1699–1705)
- Adeodatus Nuzzi de Altamura (1705–1711)
- Adeodatus Summantico de Foggia (1711–1717)
- Thomas Cervioni (1721–1726)
- Fulgentius Bellelli (1726–1733)
- Nicolaus Antonius Schiaffinati (1733–1739)
- Felix Leoni (1739–1745)
- Augustinus Gioia (1745–1751)
- Franciscus Xaverius Vásquez (1753–1785)
- Stephanus Bellisini (1786–1797)
- Georgius Rey (1800 – 1820?)
- Ioseph Mistretta (1822–1829)
- Venantius Villalonga (1829–1834)
- Thomas Credennino (1835–1838)
- Philippus Angelucci (1838–1850)
- Ioseph Palermo (1851–1855)
- Paulus Micallef (1859–1865)
- Ioannes Belluomini (1865–1887)
- Pacificus Antonius Neno (1887–1889)
- Sebastiano Martinelli (1889–1898)
- Thomas Rodríguez (1898–1920)
- Thomas Giacchetti (1920–1924)
- Eustasius Esteban (1925–1931)
- Clemens Fuhl (1931–1935)
- Carolus Pasquini (1936–1947)
- Joseph Hickey (1947–1953)
- Engelbert Eberhard (1953–1958)
- Lucianus Rubio (1959–1965)
- Augustinus Trapč (1965–1971)
- Theodore Tack (1971–1983)
- Martin Nolan (1983–1989)
- Miguel Angel Orcasitas Gómez (1989–2001)
- Robert F. Prevost (2001–2013)
- Alejandro Moral Antón (seit 4. September 2013)